# Hispano-Suiza K8
L'Hispano-Suiza K8 est un concept car de 2001 du constructeur automobile espagnol Hispano-Suiza. 

## Histoire
La société espagnole Mazel Engineering and Prototypes près de Barcelone a développé et présenté ce concept car Hispano Suiza K8.